# 31e bataillon de chars de combat
Pour les articles homonymes, voir 31e bataillon.
Le 31e bataillon de chars de combat (31e BCC) est une unité de l'Armée française pendant la Seconde Guerre mondiale. Créé le 9 septembre 1939 à Tours, il combat pendant la bataille de France avec ses chars FT et doit se rendre aux Allemands le 23 juin 1940.

## Historique
Le 31e BCC est créé le 9 septembre 1939 à Tours, par le centre de mobilisation des chars de combat no 501 (ex-501e RCC). Après instruction, le bataillon rejoint la 3e armée et s'installe à Reichshoffen. Rattaché administrativement au GBC no 520 et commandé par le chef de bataillon Boulanger, il compte 39 chars FT armés d'un canon SA 18 et 24 armés d'une mitrailleuse MAC 31, en trois compagnies.
En juin 1940, il stationne dans la zone du 43e corps d'armée de forteresse et du 12e corps d'armée, la 1re compagnie étant rattaché au 12e CA et les deux autres au 43e CAF. Il est l'un des deux derniers bataillons de chars de la 5e armée avec le 21e BCC. Ses sections sont placées en soutien des ouvrages de la Ligne Maginot.
À partir du 14 juin, le 31e BCC le sud-ouest puis vers les Vosges. Le 16 juin, la 2e compagnie, au nord de Strasbourg, reçoit l'ordre de couvrir une contre-attaque de la 30e DI vers Phalsbourg. Les 2e et 3e sont anéanties dans une nouvelle contre-attaque le 19 à l'est d'Épinal. Encerclés avec le 12e CA, la 1re compagnie et l'état-major du bataillon reçoivent l'ordre de déposer les armes le 22 juin.

## Personnalités ayant servi au bataillon
- René Lenoir, Compagnon de la Libération, mobilisé au 31e BCC en 1939 et capturé en juin 1940.